# Jogos Asiáticos de 1982

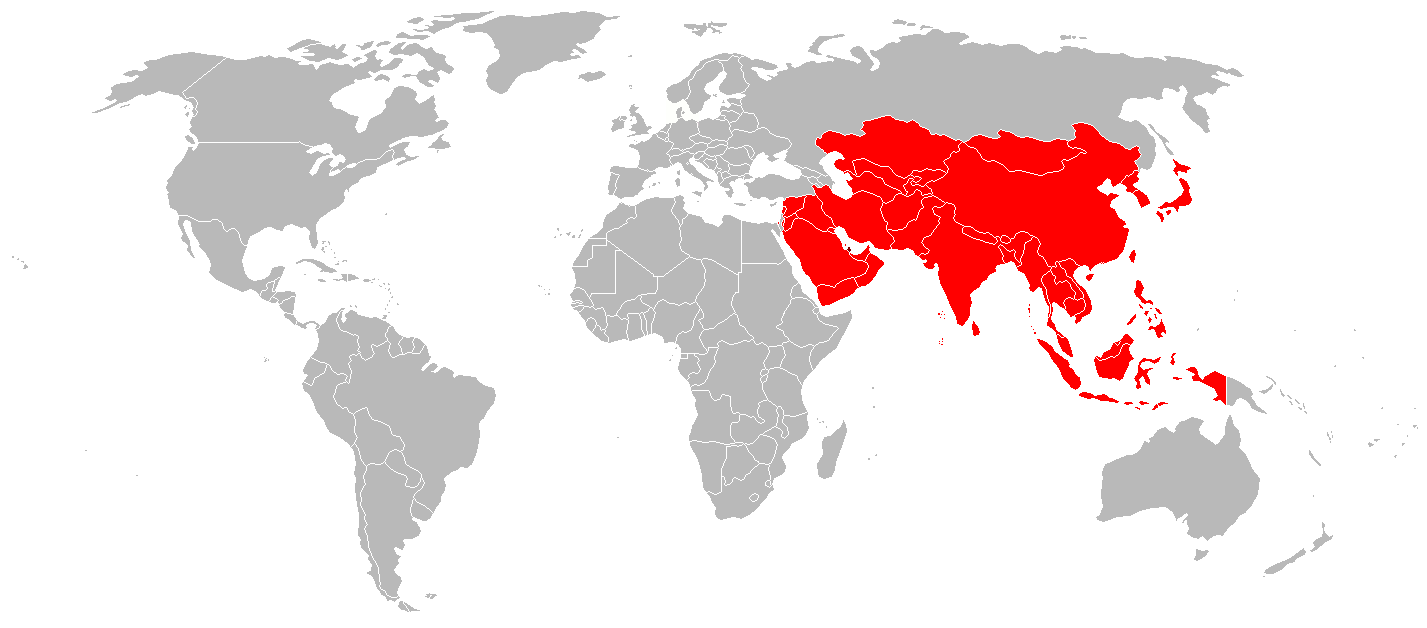
Participating countries in the en:2006 Asian Games Red = Non-host Maroon = Host

Os Jogos Asiáticos de 1982 foram a nona edição do evento multiesportivo realizado na Ásia a cada quatro anos, a primeira sob a chancela do Conselho Olímpico da Ásia. O evento foi realizado em Déli, na Índia, o que a tornou a segunda cidade a sediar por mais de uma vez este evento. Entre seus mais de 3 400 atletas, 2 793 eram homens e 618 mulheres. Seu logotipo era formado pelo sol vermelho sobre um desenho monocromático e seu mascote, o primeiro, era um elefante, tradicional da Índia, com a marca do símbolo do Conselho Olímpico Asiático.
Os Jogos de 1982 foram os primeiros após a secessão de Israel, que migrou suas federações esportivas para a Europa.

## Países participantes
23 países participaram do evento:
| - Afeganistão - Arábia Saudita - Bahrein - China - Coreia do Norte - Coreia do Sul - Filipinas - Hong Kong - Índia - Indonésia - Japão - Kuwait | - Irão - Iraque - Líbano - Malásia - Mongólia - Paquistão - Catar - Singapura - Síria - Tailândia - Vietname |

## Esportes
22 modalidades, dos 21 esportes, formaram o programa dos Jogos:
| - Atletismo - Badminton - Basquetebol - Boxe - Ciclismo - Futebol - Ginástica - Golfe - Handebol - Hipismo - Hóquei | - Levantamento de peso - Lutas - Natação - Remo - Saltos ornamentais - Tênis - Tênis de mesa - Tiro - Tiro com arco - Vela - Voleibol |

## Quadro de medalhas
País sede destacado.
| Ordem | País            | Medalha de ouro | Medalha de prata | Medalha de bronze |     |
| ----- | --------------- | --------------- | ---------------- | ----------------- | --- |
| 1     | China           | 61              | 51               | 41                | 153 |
| 2     | Japão           | 57              | 52               | 44                | 153 |
| 3     | Coreia do Sul   | 28              | 28               | 37                | 93  |
| 4     | Coreia do Norte | 17              | 19               | 20                | 56  |
| 5     | Índia           | 13              | 19               | 25                | 57  |
| 6     | Indonésia       | 4               | 4                | 7                 | 15  |
| 7     | Irã             | 4               | 4                | 4                 | 12  |
| 8     | Paquistão       | 3               | 3                | 5                 | 11  |
| 9     | Mongólia        | 3               | 3                | 1                 | 7   |
| 10    | Filipinas       | 2               | 3                | 9                 | 14  |
| 11    | Iraque          | 2               | 3                | 4                 | 9   |
| 12    | Tailândia       | 1               | 5                | 4                 | 10  |
| 13    | Kuwait          | 1               | 3                | 3                 | 7   |
| 14    | Síria           | 1               | 1                | 1                 | 3   |
| 15    | Malásia         | 1               |                  | 3                 | 4   |
| 16    | Singapura       | 1               |                  | 2                 | 3   |
| 17    | Afeganistão     |                 | 1                |                   | 1   |
| 17    | Líbano          |                 | 1                |                   | 1   |
| 19    | Bahrein         |                 |                  | 1                 | 1   |
| 19    | Hong Kong       |                 |                  | 1                 | 1   |
| 19    | Catar           |                 |                  | 1                 | 1   |
| 19    | Arábia Saudita  |                 |                  | 1                 | 1   |
| 19    | Vietname        |                 |                  | 1                 | 1   |
| TOTAL | TOTAL           | 199             | 200              | 215               | 614 |